# Бандиагара (город в Мали)
Бандиагара (фр. Bandiagara) — небольшой город в центральной части Мали, в области Мопти.

## География
Расположен в 65 км к юго-востоку от административного центра области, города Мопти, на пересыхающей реке Йаме, на высоте 407 м над уровнем моря.

## Население
По данным на 2013 год численность населения города составляла 9346 человек. Население коммуны по данным на 2009 год составляет 25 564 человека. Основные этнические группы — догоны, фульбе и бамбара.
Динамика численности населения города по годам:
| 1998 | 2013 |
| ---- | ---- |
| 7354 | 9346 |

## Известные уроженцы
- Амаду Ампате Ба — малийский писатель и этнограф.
- Ямбо Уологем — малийский писатель.